# バンデタニブ
バンデタニブ（Vandetanib）は甲状腺癌の治療に用いられる化学療法剤の一つである。多くの細胞受容体、特に血管内皮細胞増殖因子受容体（VEGFR）、上皮成長因子受容体（EGFR）、RETチロシンキナーゼを阻害する。商品名カプレルサ。開発コードZD6474。

## 効能・効果
米国で成人の切除不能後期（転移性）甲状腺髄様癌（英語版）治療薬として最初に承認された。（承認：2011年4月）
バンデタニブは当初商品名を持たなかったが、2011年8月から商品名を付けて販売されている。
日本で承認されている効能・効果も「根治切除不能な甲状腺髄様癌」である。（承認：2015年9月）

## 警告
- 間質性肺疾患で死亡例が報告されている。初期症状（息切れ、呼吸困難、咳嗽、疲労など）の確認、胸部画像検査の実施など、観察を充分に行う事。
- QT間隔延長が報告されている。定期的な心電図検査および電解質検査の実施など、患者の状態を充分に観察する事。

## 禁忌
日本で禁忌と設定されている項目は、過敏症の既往歴、先天性QT延長症候群、妊婦または妊娠している可能性のある婦人 である。
中等度〜重度の肝障害のある患者についてはバンデタニブの安全性・有効性は確立していない。先天性QT延長症候群の患者には禁忌である。

## 副作用
添付文書に記載されている重大な副作用は、
- 間質性肺疾患（間質性肺炎、肺臓炎、肺線維症、急性呼吸窮迫症候群など）（< 1%）、
- QT間隔延長（重篤：0.4%、重篤+非重篤：13.9%）、心室性不整脈（Torsades de pointesを含む）、心障害（頻脈性不整脈（心房細動、頻脈など）、心不全など）（1～10%）、
- 中毒性表皮壊死融解症（Toxic Epidermal Necrolysis：TEN）（頻度不明）、皮膚粘膜眼症候群（Stevens-Johnson症候群）、多形紅斑、その他の重度皮膚障害（光線過敏反応、発疹、皮膚潰瘍など）（重篤：0.8%、重篤+非重篤：86.1%）、
- 高血圧（重篤：0.8%、重篤+非重篤：26.9%）、血圧上昇（1～10%）、高血圧クリーゼ（1～10%）、
- 腎不全（< 1%）、蛋白尿（1～10%）、その他の腎障害、
- ALT増加（1～10%）、AST増加（1～10%）、血中ビリルビン増加、その他の肝障害、

- 鼻出血（1～10%）、血尿（1%未満）、蜘蛛膜下出血、その他の出血、
- 重度の下痢（1～10%）、小腸穿孔（< 1%）、その他の消化管穿孔、
- 可逆性後白質脳症症候群、低カルシウム血症（1～10%）、

である:44-47。（頻度未記載は頻度不明）
その他10%以上に現れる副作用は、皮膚症状（発疹、痤瘡、皮膚乾燥、皮膚炎、瘙痒症など）、角膜混濁、疲労である。
米国の添付文書で一般的とされている副作用は、腹痛、下痢、皮疹、QT時間延長、高血圧、頭痛、疲労である。

## 相互作用
バンデタニブはOATP-1B1輸送体とOATP-1B3輸送体の基質である。バンデタニブとOATP-1B1およびOATP-1B3の相互作用は、肝臓での薬物動態を変化させ、輸送体で運ばれる薬物の薬物間相互作用の元となる。またバンデタニブはOATP-1B3を阻害するが、OATP-1B1を阻害しない。
QTを延長する他の薬剤はバンデタニブのこの副作用を助長し得る。バンデタニブは肝酵素CYP3A4で代謝されるので、強い酵素誘導作用を持つ薬剤はバンデタニブの血中濃度を低下させる。CYP3A4阻害剤はバンデタニブの血中濃度を大きくは上昇させないが、これはバンデタニブがFMO11およびFMO3でも代謝されるためである。

## 薬物動態

バンデタニブ（左上）の代謝：N-デスメチルバンデタニブ（左下、CYP3A4）、バンデタニブ-N-オキシド（右下、FMO1,FMO3）。両者は活性代謝物である。グルクロン酸抱合される割合は少ない。

バンデタニブは消化管から良く吸収され、服用後4時間から10時間で最高血中濃度に達し、血中半減期は平均120日であることが第I相薬物動態試験で明らかにされた。反復投与で定常状態に達するには約3か月を要する。血中では90%から96%がアルブミンなどの血漿蛋白質に結合している。バンデタニブはCYP3A4でN-デスメチルバンデタニブに、FMO1とFMO3でバンデタニブ-N-オキシドに代謝される。これらの代謝物は共に活性を持つ代謝物である。バンデタニブは糞中に44%、尿中に25%が、未変化体または代謝物として排泄される。

## 臨床試験

### 非小細胞肺癌
バンデタニブによる非小細胞肺癌の分子標的治療の可能性を探る治験が実施された。ドセタキセル併用第III相臨床試験で有望な結果が示された。ペメトレキセドとの併用試験の結果は有望とは言えなかった。もう一つのドセタキセルとの併用試験が実施された。
EUでのバンデタニブの承認申請は、化学療法併用試験で便益が見られなかったため、2009年10月に取り下げられた。